# Hydrocynus
Cá hổ châu Phi (Danh pháp khoa học: Hydrocynus) là một chi cá hổ trong họ Alestidae thuộc bộ cá chép mỡ (Characiformes) phân bố tại châu Phi. Chúng có nhiều ở lưu vực sông Congo, sông Lualaba, hồ Upemba và hồ Tanganyika thuộc châu Phi. Tên khoa học của chúng bắt nguồn từ tiếng Hy Lạp: ὕδωρ (nước) + κύων (chó), có nghĩa là cá chó (poisson chien). Nhiều loài cá trong chi này được ưa chuộng để nuôi làm cá cảnh, trong đó có loài cá hổ Congo, chúng cũng được ưa chuộng để làm các loài cá câu thể thao.

## Các loài
- Hydrocynus brevis (Günther, 1864)
- Hydrocynus forskahlii (G. Cuvier, 1819)
- Hydrocynus goliath Boulenger, 1898
- Hydrocynus tanzaniae B. Brewster, 1986
- Hydrocynus vittatus Castelnau, 1861

## Cá cảnh
Kích cỡ cực đại ngoài tự nhiên của loài cá này có thể lên đến gần 2m, nặng cả tạ. Trong môi trường sông hồ tự nhiên rộng lớn, cá hổ Congo trưởng thành có thể đạt kích thước từ 1m8-2m, nặng tới 100 kg. Vũ khí của cá hổ Congo chính là hàm răng sắc nhọn như răng chó sói, mọc chìa toàn bộ ra ngoài vành môi. Một con cá hổ Congo trưởng thành chỉ cần cắm ngập những chiếc răng nhọn dài tới 6 cm và lắc mạnh người, là có thể dứt đứt cả một mảng thịt lớn của con mồi. Loại cá sát thủ với bộ răng sói dài và nhọn hoắt, đủ làm rùng mình ngay cả người dũng cảm nhất
Loài cá này lại rất tinh ranh, hung dữ và tham lam. Cậy vào thị lực cực tốt và tốc độ bơi cao, chúng đơn độc ẩn mình trong những dòng nước khuất và chảy siết, tấn công con mồi một cách đột ngột. Trên các con sông châu Phi, người ta bắt gặp xác nhiều loài cá và động vật cỡ nhỏ bị táp đứt nham nhở- đích thị phần lớn là nạn nhân của cá hổ Congo. Việc đánh bắt loài cá này bằng lưới là gần như vô vọng, chỉ có thể câu nhử chúng bằng thịt tươi, tuy nhiên, ngay cả việc này cũng không dễ dàng gì. Việc câu được một con cá hổ Congo luôn được coi là thành công của các cần thủ thế giới. Hiện giờ chúng đã trở thành vật nuôi cưng của dân chơi Hà Nội. 